# Sonnenhörnchen
Die Sonnenhörnchen (Heliosciurus) sind eine Gattung von baumlebenden Hörnchen der afrikanischen Wälder. Sie tragen ihren Namen, weil sie gern auf den höchstgelegenen Ästen der Bäume in der Sonne liegen.

## Merkmale
Die Sonnenhörnchen sind mittelgroße bis große Hörnchenarten mit Kopf-Rumpf-Längen von 17 bis 27 Zentimetern, hinzu kommt ein Schwanz von 15 bis 30 Zentimetern Länge. Sie sind damit größer als die Arten der Rotschenkelhörnchen (Funisciurus) und der Afrikanischen Zwerghörnchen (Myosciurus), jedoch größer als die Arten der Afrikanischen Palmenhörnchen (Epixerus) und der Ölpalmenhörnchen (Protoxerus). Sie sind schmal gebaut und haben einen langen schlanken Schwanz, der in der Regel etwas länger als der Körper ist. Je nach Art haben sie eine graue bis braune oder schwarzbraune, bei einigen Arten auch rötliche bis rotbraune, Fellfarbe mit heller Sprenkelung und ohne Rückenstreifen, die Unterseite ist weißlich, gelblich oder rotbraun. Der Kopf ist vergleichsweise klein, die Ohren sind kurz und liegen am Kopf an. Die Beine sind verhältnismäßig lang. Der Schwanz ist mit langen Haaren bedeckt und mehr oder weniger deutlich mit hellen und dunklen Ringen gebändert. Die Weibchen haben drei Paar Zitzen, bei den Männchen ist kein Penisknochen (Bacculus) vorhanden.
| 1 | · | 0 | · | 1 | · | 3 | = 20 |

Alle Arten der Gattung außer dem Ruwenzori-Sonnenhörnchen (Heliosciurus ruwenzorii)  besitzen im Oberkiefer pro Hälfte einen zu einem Nagezahn ausgebildeten Schneidezahn (Incisivus), dem eine Zahnlücke (Diastema) folgt. Hierauf folgen ein Prämolar und drei Molare. Die Zähne im Unterkiefer entsprechen denen im Oberkiefer. Insgesamt verfügen die Tiere damit über ein Gebiss aus 20 Zähnen. Das Ruwenzori-Sonnenhörnchen besitzt einen zusätzlichen dritten, sehr kleinen, Prämolaren im Oberkiefer.

## Lebensweise
Sonnenhörnchen sind dämmerungsaktive Baumbewohner. Gelegentlich kommen sie auch auf den Waldboden, erklettern aber bei der ersten Störung schnell einen Baum. Vor Gefahren fliehen sie bis in die Baumkronen. Schutz suchen sie in Baumhöhlen, wo sie auch ihre Nester, meistens aus Blättern, bauen. Obwohl sie generell einzelgängerisch leben, sind sie gegenüber Artgenossen nicht aggressiv und dulden deren Nähe. Warnrufe und Pfiffe, die bei Gefahr ausgestoßen werden, sprechen aber für ein vernetzteres Sozialverhalten. Die Anzahl der Jungen in einem Wurf beträgt ein bis fünf.
Wie die meisten baumbewohnenden Hörnchen fressen Sonnenhörnchen Nüsse, Samen und Früchte, gelegentlich auch Insekten und Vogeleier. Feinde der Sonnenhörnchen sind kleine baumbewohnende Raubtiere wie Ginsterkatzen und Pardelroller. Junge Hörnchen fallen oft auch Ratten, Schlangen und Treiberameisen zum Opfer. Das Muttertier verschließt den Eingang seiner Höhle mit Zweigen, was meistens aber ein ungenügender Schutz ist. Wenn ein Ameisenzug naht, versucht die Mutter die Jungen im Maul an einen sicheren Ort zu bringen.

## Systematik
Die Sonnenhörnchen bilden eine eigene Gattung innerhalb der Erdhörnchen (Xerinae) und werden dort gemeinsam mit mehreren weiteren Gattungen der Tribus Protoxerini zugeordnet, die allesamt in Afrika südlich der Sahara beheimatet sind. Die Erstbeschreibung der Gattung erfolgte durch Édouard Louis Trouessart im Jahr 1880, der das bereits 1835 durch William Ogilby als Sciurus gambianus erstbeschriebene Graufußhörnchen als Typusart für die Gattung wählte und diese damit aus der Gattung Sciurus ausgliederte.
Im Rahmen einer molekularbiologischen Untersuchung der Phylogenie der Hörnchen wurden die Sonnenhörnchen innerhalb der Protoxerini als Schwestergruppe eines gemeinsamen Taxons aus Ölpalmenhörnchen (Protoxerus), dem Afrikanischen Palmenhörnchen (Epixerus ebli) sowie den Rotschenkelhörnchen (Funisciurus) und den Afrikanischen Buschhörnchen (Paraxerus) identifiziert. Das Afrikanische Zwerghörnchen (Myosciurus pumilio) wird dem gesamten Taxon als ursprünglichste Art gegenübergestellt.
Innerhalb der Gattung werden sechs Arten unterschieden:
- Graufußhörnchen, Heliosciurus gambianus (Ogilby 1835), West-, Zentral- und Ostafrika
- Variables Sonnenhörnchen, Heliosciurus mutabilis (Peters, 1852), Ostafrika
- Kleines Sonnenhörnchen, Heliosciurus punctatus (Temminck, 1853), Liberia, Elfenbeinküste, Ghana
- Rotfüßiges Sonnenhörnchen, Heliosciurus rufobrachium (Waterhouse, 1842), West-, Zentral- und Ostafrika
- Ruwenzori-Sonnenhörnchen, Heliosciurus ruwenzorii (Schwann, 1904), Ruwenzori-Gebirge
- Zanj-Sonnenhörnchen, Heliosciurus undulatus (True, 1892), Kenia, Tansania

Das Kleine Sonnenhörnchen wird oft als Unterart des Graufußhörnchens angesehen. Viele der Arten sind sehr variabel. So kommt das Graufußhörnchen in wenigstens sieben Unterarten vor, die alle vollkommen unterschiedliche Fellfarben haben. Was eine Unterart und was eine Art ist, das ist im Einzelfall oft umstritten. Statt eine Artenzahl zu nennen, spricht Grzimeks Tierleben von 52 verschiedenen "Formen" in dieser Gattung.

## Belege
1. 1 2 3  Peter Grubb: Genus Heliosciurus, Sun Squirrels. In: Jonathan Kingdon, David Happold, Michael Hoffmann, Thomas Butynski, Meredith Happold und Jan Kalina (Hrsg.): Mammals of Africa Volume III. Rodents, Hares and Rabbits. Bloomsbury, London 2013, S. 61–62; ISBN 978-1-4081-2253-2.
2. 1 2  John M. Mercer, V. Louise Roth: The Effects of Cenozoic Global Change on Squirrel Phylogeny. Science 299, 2003; S. 1568–1572; doi:10.1126/science.1079705